# Старая Иолча
Старая Иолча (бел. Старая Иолча) — деревня в Новоиолченском сельсовете Брагинского района Гомельской области Беларуси.

## География

### Расположение
В 39 км на юго-восток от Брагина, 2 км от железнодорожной станции Иолча (на линии Овруч — Чернигов), 158 км от Гомеля.

### Гидрография
На востоке и севере озеро Иолченское.

## Транспортная сеть
Транспортные связи по просёлочной, затем по автомобильной дороге Комарин — Брагин.
Планировка состоит из почти прямолинейной улицы, ориентированной с юго-востока на северо-запад и пересекаемой каналом. На юге к главной, присоединяется короткая улица. Застройка деревянными домами усадебного типа.

## История
Обнаруженное археологами городище конца I-го тысячелетия до н. э. — начало I-го тысячелетия н. э. и более позднего времени (в урочище Городок) свидетельствует про заселение здешних мест с давних времён. По письменным источникам известна с XVIII века. Действовала Михайловская церковь, в архивах которой сохранялись метрические книги с 1755 года, евангелия издания 1773 и 1785 годов. После 2-го раздела Речи Посполитой (1793 год) в составе Российской империи, владение Ракицких. В 1850 году владение Прозора. В 1885 году функционировала церковь. Купец Селюков имел в 1869 году в деревне и окрестностях 13 597 десятин земли, паровую мельницу, 2 трактира, 2 водяные и 1 конную мельницы. Согласно переписи 1897 года находились: школа грамоты, церковь; рядом — усадьба Иолча и винокуренный завод. Действовали пароходная пристань и паромная переправа.
С 8 декабря 1926 года по 30 декабря 1927 года центр Староиолченского сельсовета Комаринского района Речицкого округа.
В 1929 году организован колхоз.
Во время Великой Отечественной войны в сентябре 1943 года нацисты сожгли 50 дворов и убили 18 жителей. Освобождена 23 сентября 1943 года. В 1959 году в составе совхоза «Красное» (центр — деревня Красное).
В 1962 году к деревне присоединена деревня Прудовица.

## Население

### Численность
- 2004 год — 94 хозяйства, 185 жителей

### Динамика
- 1850 год — 38 дворов
- 1885 год — 130 жителей
- 1897 год — 54 двора, 218 жителей (согласно переписи). В рядом расположенном имении 79 дворов, 46 жителей
- 1908 год — 369 жителей
- 1940 год — 150 дворов, 611 жителей
- 1959 год — 334 жителя (согласно переписи)
- 2004 год — 94 хозяйства, 185 жителей

## Достопримечательности
- Городище периода раннего железного века 1 – е тыс. до н.э.- 1 – е тыс. н.э., расположено урочище Городок, за садом